# Tisoa del Liceo
Tisoa del Liceo (en griego Θεισόα ἡ Λυκόα) era una ciudad griega de la antigua región de Arcadia, situada hacia el norte del monte Liceo, en el distrito de Parrasia. Se le llama así para diferenciarla de Tisoa del Ménalo, ubicada en el monte Ménalo.
Según Pausanias, fue una de las poblaciones pertenecientes al territorio de Cinuria que se unieron para poblar Megalópolis en el año 371 a. C. Dice que a través de su territorio discurrían varios ríos cuyas aguas iban a parar al río Alfeo: el Milaón, el Nus, el Aqueloo, el Célado y el Nálifo.
Hay dos versiones sobre el origen de su nombre. Según una, procede de su supuesto fundador, Tiseo hijo de Licaón. Según la otra, su nombre procede de una de las tres ninfas, Tisoa, Neda y Agnó, que lavaron a Zeus recién nacido en el Gortinio, también llamado Lusio o "lavador", cuyas fuentes están en Tisoa. 